# 林伍德 (密西西比州)
林伍德（英語：Lynwood）是位於美國密西西比州蘭金縣的鬼鎮。

## 地理
林伍德所處的海拔為高於海平面162米（即541英呎），而該地所採用的時區為UTC-6，即北美中部時區（CST）。同時該地設有夏令時間，為UTC-6調快一小時，即UTC-5（CDT）。